# Bóg w Krakowie
Bóg w Krakowie – polski film religijny z 2016 roku w reżyserii Dariusza Reguckiego. Obraz składa się z siedmiu epizodów opowiadających historie mieszkańców Krakowa. W jedną całość spaja go postać mistycznego przewodnika widza, którym jest św. Albert Chmielowski.

## Obsada
- Jacek Lecznar – św. Albert Chmielowski
- Maciej Słota – zły duch
- Kamilla Baar-Kochańska – Jagoda
- Rafał Zawierucha – Gilbert
- Karolina Chapko – Ola Zarzecka
- Jadwiga Lesiak – Helena, babcia Oli
- Beata Paluch – siostra Urszula od Krzyża
- Jerzy Trela – Henryk, dziadek Oli
- Radosław Pazura – Olaf
- Marta Waldera – Paulina, żona Olafa
- Martyna Kowalik – Mariola
- Karina Seweryn – Joasia
- Przemysław Redkowski – Maciek, mąż Joasi

## Nagrody i antynagrody
- W 2016 roku film otrzymał: I Nagrodę w kategorii filmu fabularnego w Niepokalanowie (Międzynarodowy Katolicki Festiwal Filmów i Multimediów)[1]
- W 2017 roku film zdobył anty-nagrodę Węża w kategorii: „Najgorszy plakat”. Był też nominowany do Węży kategoriach: „Najbardziej żenujący film na ważny temat” oraz „Najgorsza reżyseria”[3].